# Maurice César Joseph Pellé
Maurice César Joseph Pellé (ur. 18 kwietnia 1863 w Douai, zm. 16 marca 1924 w Tulonie) – oficer francuski, szef Francuskiej Misji Wojskowej w Czechosłowacji oraz pierwszy szef sztabu Armii Czechosłowackiej od lutego 1919 do stycznia 1921.

## Życiorys
Syn Charlesa Henri Josepha Pellé, generała artylerii i Céline Virginie Aimée Augustine z domu Bruneau. Uczył się liceum w Douai we Flandrii, następnie studiował w École polytechnique 1882–1884 oraz do 1885 na École d'application de l'artillerie, w latach 1888–1889 w École de cavalerie w Saumur. W połowie lat 90. XIX już w stopniu kapitana podjął naukę na Ecole supérieure de guerre. Od 1895 pełnił głównie obowiązki sztabowe.
W latach 1900–1903 szef sztabu płk Joffre na Madagaskarze. Od 1908 podpułkownik. W latach 1909–1912 w stopniu pułkownika był attaché wojskowym w Berlinie. W 1913 został szefem sztabu gen. Lyauteya w Maroku.
W momencie wybuchu Wielkiej Wojny był dowódcą 2. Brygady Marokańskiej, wkrótce jednak został przeniesiony do Naczelnego Dowództwa, gdzie znowu pracował z Joffrem. Od grudnia 1916 dowodził 153. dywizją piechoty, która wyróżniła się w drugiej bitwie pod Aisne. W maju 1918 został awansowany do stopnia generała dywizji. Dowodził wówczas 5. Korpusem Armii, którym kierował do stycznia 1919.
Po wojnie, od lutego 1919 do stycznia 1921 przewodził Francuskiej Misji Wojskowej w Czechosłowacji, gdzie był także pierwszym szefem sztabu Armii Czechosłowackiej. W czerwcu 1919 został mianowany naczelnym dowódcą Armii, którą dowodził w walkach przeciwko Węgierskiej Republice Rad na Słowacji. W 1921 roku oba stanowiska objął jego zastępca gen. Eugène Mittelhauser.
W kwietniu 1921 powrócił do Pragi by poślubić Jarmilę Braunerovą (bratanicę malarki Zdenki Braunerovej), z którą miał córkę Maryškę.
W 1921 został ambasadorem francuskim w Konstantynopolu i Wysokim Komisarzem ds. Wschodu. W imieniu Republiki Francuskiej złożył podpis pod rozejmem w Mudanyi. Kierował francuską delegacją na konferencję pokojową zakończoną traktatem, który ustanowił współczesne granice Turcji.
Zmarł rok później w Tulonie w wieku 60 lat.

## Upamiętnienie
Ulice jego imienia istnieją w Pradze na Bubenczu oraz w Dobřichovicach.